# Медоварце
Медоварце (словац. Medovarce) — село, громада в окрузі Крупіна, Банськобистрицький край, центральна Словаччина, традиційний регіон Гонт. Кадастрова площа громади — 13,24 км². Населення — 227 осіб (за оцінкою на 31 грудня 2017 р.).
Перша згадка 1156 року .

## Населення
| Рік:            | 1994. | 2004.  | 2014.   | 2024.   |
| --------------- | ----- | ------ | ------- | ------- |
| Кількість осіб: | 250   | 247    | 238     | 218     |
| Різниця:        |       | -1,2 % | -3,64 % | -8,40 % |

| Рік:            | 2023. | 2024.   |
| --------------- | ----- | ------- |
| Кількість осіб: | 216   | 218     |
| Різниця:        |       | +0,92 % |